# Giovanni Sollima
Giovanni Sollima (Palermo, 24 de octubre de 1962) es un violonchelista y compositor italiano. Miembro de una familia de músicos, estudió violonchelo con Giovanni Perriera y composición con su padre Eliodoro Sollima en el conservatorio de Palermo. Sus obras han sido interpretadas por numerosos músicos, entre ellos el violonchelista franco-estadounidense Yo-Yo Ma en su álbum Songs from the Arc of Life y el Cuarteto Quiroga (Sonnets et Roundeaux I-VI) .  

## Discografía como compositor
- Aquilarco - Polygram Records - #462546 (1998)
- Violoncelles, vibrez! - Label: Agorà: AG 155. (1998)
- John Africa in "La formula del fiore" - Sensible Records: SSB 012, (1999)
- Viaggio in Italia - Agorà (AG 259) (2000)*Spasimo - Agora - #216 (2000)
- Tracing Astor: Gidon Kremer Plays Astor Piazzolla - Nonesuch: 79601 (2001)
- Canti rocciosi - I Suoni delle Dolomiti (2001)
- Works - Sony Music: DED 519769 2 (2005)
- Onyricon - Decca Black/Universal (2015)
- We were trees - Sony/BGM 88697314382  (2008)
- Astrolabioanima - Odd Times Record: OTR 001  (2008)
- Caravaggio - Egea Music/Sonzogno (2012)
- Sollima: Natural Songbook - Warner Music (2019)